# Microgobius gulosus
Espèce
Statut de conservation UICN

 LC  : Préoccupation mineure
Microgobius gulosus est une espèce de poissons de la famille des Gobiidae. C'est l'un des gobies que l'on surnomme Gobie clown à cause de ses couleurs éclatantes.

## Répartition et habitat
Microgobius gulosus vit dans l'océan Atlantique, notamment sur les côtes sud du Texas jusqu'à la Floride aux États-Unis.
Cette espèce peut vivre de l'eau douce à la pleine salinité, mais elle se reproduit en général dans ou à proximité des estuaires.